# Arasinaghatta, Channagiri
Arasinaghatta là một làng thuộc tehsil Channagiri, huyện Davanagere, bang Karnataka, Ấn Độ.